# Мостище (Логойський район)
Мостище — (біл. вёска Мастишче), село (веска) в складі Логойського району розташоване в Мінській області Білорусі, підпорядковане Швабській сільській раді.
Село Мостище розташоване в центральних районах Білорусі, у північній частині Мінської області - орієнтовне розташування [Архівовано 11 червня 2020 у Wayback Machine.].